# Батыйаул
Батыйаул — покинутое село в Чеберлоевском районе Чеченской республики.

## География
Расположено на восточной стороне реки Шароаргун.
Ближайшие сёла и развалины: на юге — Кулой, на северо-западе — Дургинаул, на юго-западе — Дай, Чубах-Кенерой, Циндой и Нохчи-Келой, на северо-востоке — Тарсенаул, на юго-востоке — Макажой и Буни.